# Nerva (Cognomen)
Nerva war ein antikes römisches Cognomen. Wahrscheinlich war es vom Wort lateinisch nervus, „Kraft“ abgeleitet. Es wurde in den gentes (Sippen, Großfamilienverbänden) der Acutier, der Aebutier, der Cocceier, Licinier und Silier genutzt. Bekanntester Namensträger war der als Marcus Cocceius Nerva geborene römische Kaiser.

## Namensträger
- Aulus Licinius Nerva (Prätor 166 v. Chr.), römischer Politiker
- Aulus Licinius Nerva (Prätor 143 v. Chr.), römischer Politiker
- Aulus Licinius Nerva Silianus (Konsul 7), römischer Konsul
- Aulus Licinius Nerva Silianus (Konsul 65), römischer Suffektkonsul und vermutlich Enkel des Konsuls von 7
- Gaius Licinius Nerva (Prätor), römischer Politiker
- Gaius Licinius Nerva (Gesandter), römischer Politiker
- Lucius Cocceius Nerva, römischer Politiker
- Marcus Cocceius Nerva (Konsul 36 v. Chr.), römischer Politiker
- Marcus Cocceius Nerva (Jurist) († 33), römischer Senator und Jurist, Suffektkonsul um 22
- Marcus Cocceius Nerva (Vater des Nerva), römischer Politiker, Vater des Kaisers Nerva
- Marcus Cocceius Nerva (30–98), römischer Kaiser, siehe Nerva
- Marcus Ulpius Nerva Traianus (53–117), römischer Kaiser, siehe Trajan
- Publius Licinius Nerva, römischer Proprätor in Sizilien 104 v. Chr., löste den Zweiten Sklavenkrieg aus
- Publius Silius Nerva (Konsul 20 v. Chr.), römischer Politiker
- Publius Silius Nerva (Konsul 28), römischer Politiker
- Quintus Acutius Nerva, römischer Konsul 100